# 키타노 키이
키타노 키이(일본어: 北乃 きい 기타노 기[*], 1991년 3월 15일~)는 일본의 배우이다. 영화 《행복한 식탁》으로 제31회 일본 아카데미상 신인상, 제29회 요코하마 영화제 최우수 신인상을 받았다. 본명을 비공개로 하여 활동하고 있다.

## 출연

### 드라마
- 2006년 《순정 반짝》
- 2006년 《14세의 어머니》 - 구보타 메구미 역
- 2007년 《라이프》 - 시이바 아유무 역 (주연)
- 2008년 《기묘한 이야기 '08 봄 특별편 - 투명하게 통과된 하루》
- 2008년 《태양과 바다의 교실》 - 시라사키 리쿠 역
- 2009년 《구명병동 24시 4기》 - 가모이 지나쓰 역
- 2010년 《8일째 매미》 - 가오루 역
- 2010년 《졸업노래 - 제3화 연주》 - 마에지마 유카리 역
- 2010년 《사랑하는 일본어》
- 2010년 《유성》 - 오카다 마리아 역
- 2011년 《화장실의 신》 - 우에무라 카나 역
- 2011년 《스쿨!!》 - 다케이치 가노코 역
- 2011년 《언페어 the special~더블 미닝 이중 정의~》 - 모치즈키 아키라 역
- 2016년 《크로스로드》

### 영화
- 2007년 《행복한 식탁》 - 나카하라 사와코 역 (주연)
- 2008년 《러브 파이트》
- 2009년 《하프웨이》 - 콘노 히로 역 (주연)
- 2009년 《극장판 포켓몬스터 아르세우스 초극의 시공으로》 - 시나 역
- 2010년 《밴디지》 - 아사코 역
- 2010년 《무사도 식스틴》 - 니시오기 사나에 역
- 2010년 《러브코메》 - 나가미네 료코 역
- 2010년 《체브라시카》 - 마샤 역
- 2011년 《개와 나의 이야기》 - 나쓰코 역
- 2014년 《더 테너 리리코 스핀토》 - 미사키 역
- 2015년 《선생님과 길고양이》 - 마쓰 마유미 역
- 2017년 《탭: 더 라스트 쇼》

### 뮤직 비디오
- 펑키 몽키 베이비즈 〈기보노 우타〉 (2008년)

## 음반

### 싱글
1. 〈사쿠라사쿠〉 (サクラサク) (2010년 2월 24일)
2. 〈꽃다발〉 (花束 하나타바[*]) (2010년 8월 11일)
3. 〈인연〉 (絆 키즈나[*]) (2011년 3월 2일)

### 정규 앨범
1. 〈마음〉 (心 코코로[*]) (2011년 4월 13일)